# Gordon Haskell
Gordon Haskell, all'anagrafe Gordon Hionidies (Verwood, 27 aprile 1946 – 18 ottobre 2020), è stato un bassista e cantautore britannico.

## Biografia
La sua fama è dovuta per lo più alla permanenza nei King Crimson all'inizio degli anni settanta. Col gruppo di Robert Fripp Haskell contribuì come seconda voce solista del brano Cadence and Cascade, nell'album In the Wake of Poseidon, e come bassista e cantante solista in Lizard, entrambi pubblicati nel 1970. Prima di entrare nei King Crimson, aveva collaborato con Fripp in una versione embrionale della League of Gentlemen, ma ne era uscito per via di discordanze sull'orientamento musicale del progetto.
In seguito portò avanti un'apprezzata carriera solista, maggiormente legata alla musica folk rispetto alle sue precedenti esperienze. Un suo singolo, How Wonderful You Are, dall'album Look Out, divenne la canzone più richiesta nella storia della BBC Radio 2, oltre a vendere 400 000 copie.

## Discografia

### Con iKing Crimson
- 1970 - In the Wake of Poseidon
- 1970 - Lizard

### Solista
Album studio
- 1969 - Sail in My Boat
- 1971 - It Is and It Isn't
- 1979 - Serve at Room Temperature
- 1990 - Hambledon Hill
- 1994 - It's Just a Plot to Drive You Crazy
- 1996 - Butterfly in China
- 1999 - All in the Scheme of Things
- 2001 - Look Out
- 2002 - Harry's Bar (#2 Official Albums Chart[1])
- 2002 - Shadows on the Wall
- 2004 - The Lady Wants to Know
- 2010 - One Day Soon